# Altenberge
Altenberge település Németországban, azon belül Észak-Rajna-Vesztfália tartományban. Lakosainak száma 10 438 fő (2023. december 31.). Altenberge Greven (Mecklenburg), Laer és Nordwalde községekkel határos.

## Népesség
A település népességének változása:
| Lakosok száma | 6619 | 10 248 | 10 646 | 10 282 | 10 296 | 10 371 | 10 415 | 10 438 |
|               | 1975 | 2010   | 2015   | 2017   | 2019   | 2021   | 2022   | 2023   |